# Resolución 95 del Consejo de Seguridad de las Naciones Unidas
La resolución 95 del Consejo de Seguridad de las Naciones Unidas, adoptada el 1 de septiembre de 1951, después de recordarle a ambos bandos del conflicto árabe-israelí de sus recientes promesas de que trabajarían por la paz, el Consejo invitó a Egipto a levantar al paso de buques mercantes y mercaderías de todos los países por el Canal de Suez y a abstenerse de poner trabas en dicho paso fuera de las indispensables para la seguridad de la navegación en el Canal.
La resolución fue aprobada con ocho votos contra ninguno y tres abstenciones de China, India y la Unión Soviética. Fue una resolución rara crítica para los estados árabes en el conflicto árabe israelí, aprobada antes del periodo en la que la Unión Soviética indiferentemente usara su poder de veto contra dichas resoluciones.